# بریانی (فیلم ۲۰۱۳)
بریانی (به انگلیسی: Biriyani) فیلمی هندی محصول سال ۲۰۱۳ و به کارگردانی ونکات پرابو است. در این فیلم بازیگرانی همچون کارتی، هانیسکا موتوانی، پرمگی و نثار ایفای نقش کرده‌اند.